# Albrecht Braun (Bankmanager)

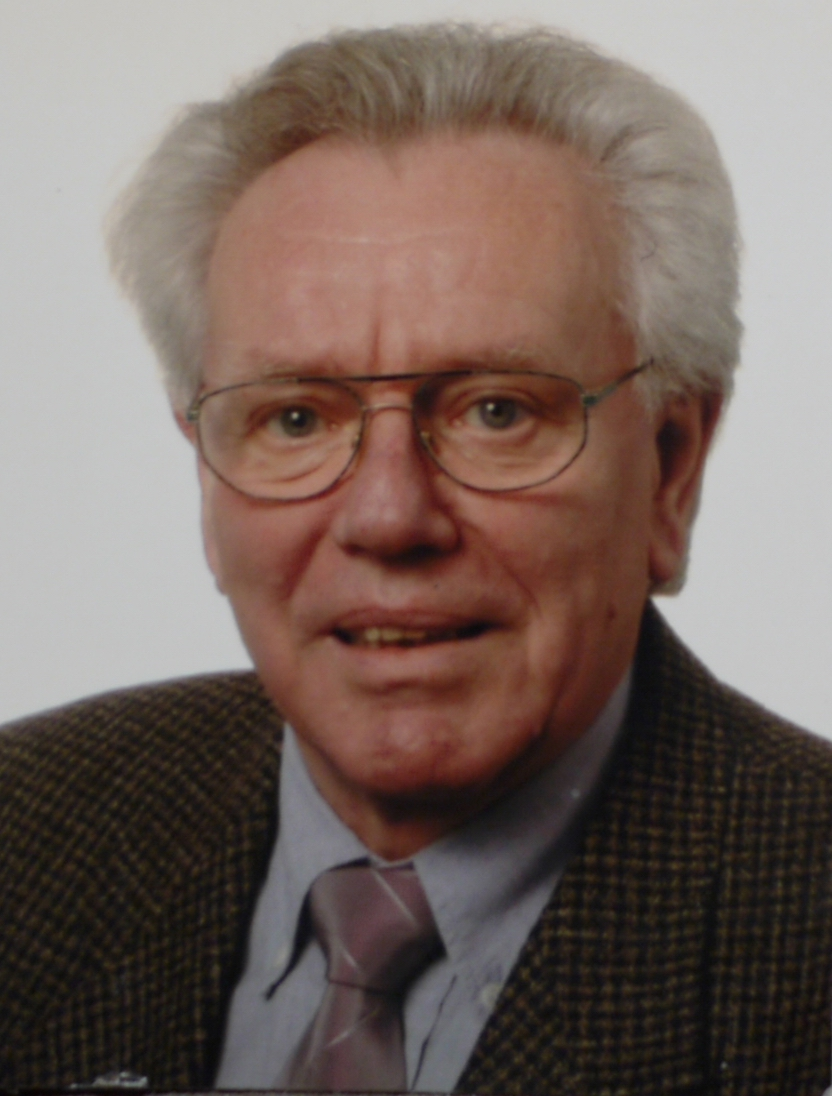
Albrecht Braun, Aufnahme von 2000

Albrecht Karl Braun (* 27. März 1932 in Oberkirch; † 22. Februar 2011 in Karlstadt) war ein deutscher Bankdirektor.

## Leben
Albrecht Braun wuchs in Oberkirch auf und schloss dort die Schule mit mittlerer Reife ab. 1948 begann Braun eine Banklehre in der Bezirkssparkasse Oberkirch und übernahm ab 1951 verschiedene Aufgaben. Er heiratete 1957 und wechselte 1960 als Revisor zur Landesgirokasse Stuttgart. Ab 1966 übernahm er die Leitung der Revision in der Kreissparkasse Grünstadt und die Einführung eines Hollerith-Lochkartensystems.
Ab 1969 wurde Braun stellvertretender Sparkassenleiter in Karlstadt-Arnstein und verantwortete die EDV-Einführung. 1972 wurde er in den Vorstand berufen. Braun gestaltete die Fusionen der Sparkassen Karlstadt-Arnstein, Gemünden und Marktheidenfeld-Stadtprozelten entscheidend mit. 1978 übernahm er den Vorstandsvorsitz der Sparkasse Main-Spessart. Er war Mitglied des Verwaltungsrats der Bayerischen Landesbank.
1990 ging er in den Ruhestand. Am 22. Februar 2011 starb er in der Otto und Anna Herold Altersheimstiftung in Karlstadt und wurde am 26. Februar 2011 auf dem Friedhof bei der Wallfahrtskirche Maria im Grünen Tal in Retzbach beigesetzt. Er hinterlässt Ehefrau Brunhilde, einen Sohn und zwei Töchter.

## Ehrenamtliche Tätigkeiten
Neben seiner beruflichen Tätigkeit übernahm Braun zahlreiche ehrenamtliche Aufgaben.
Albrecht Braun war über viele Jahre stellvertretender Vorsitzender des BRK-Kreisverbands Main-Spessart und Schatzmeister des Lions-Clubs Mittelmain. Er war von 1982 bis 2002 zweiter und dritter Vorsitzender des Arbeitskreises auf Burg Rothenfels und wurde 2003 zum Ehrenmitglied ernannt.
Darüber hinaus war er Vorsitzender des Gewerbe- und Fremdenverkehrsvereins Karlstadt.